# تیج فالبورگ
تیج فالبورگ (انگلیسی: Tage Fahlborg; ۲۴ آوریل ۱۹۱۲ – ۸ ژانویهٔ ۲۰۰۵) قایقران کانو اهل سوئد بود.